# Вагнер, Джилл
Джиллиан Сюзанна «Джилл» Вагнер (англ. Jillian Suzanne "Jill" Wagner; род. 13 января 1979 года, Уинстон-Сейлем, Северная Каролина, США) — американская модель, актриса, соведущая телевизионных шоу.

## Биография
Вагнер родилась в Уинстон-Сейлем, Северная Каролина. Она воспитывалась отцом Дэвидом Уогнером, американским морским пехотинцем, и бабушкой. Она училась в Ledford Senior High School в Уоллбурге, Северная Каролина. В 2001 году окончила Университет штата Северная Каролина со степенью бакалавра в деловом управлении.

## Карьера
После завершения обучения, Вагнер переехала в Калифорнию и начала карьеру модели. В 2003 году она была прошла кастинг проекта MTV Punk’d, участвовала приблизительно в дюжине скетчей. После этого снялась для журнала Stuff. Вагнер заняла 90 место в списке Hot 100 Women of 2004 журнала Maxim.
В 2006 году Джилл позировала для американского издания журнала FHM. Сыграла одну из главных ролей в телевизионном сериале «Блэйд» канала Spike TV (роль Кристы Старр), а также появилась в ряде других сериалов, включая «Пятерняшек» (англ. Quintuplets) и «Кости».
Снималась в телевизионной рекламе автомобилей Lincoln Mercury с 2005 по 2011 год, и стала известна как The Mercury Girl.
В 2005 году сыграла небольшую роль Меллисент в фильме «Июньский жук», а в 2008 году получила одну из главных ролей в фильме ужасов «Заноза» (роль Полли Уотт). В этом же году Джилл стала соведущей шоу «Полное уничтожение» на телеканале ABC.
В апреле 2011 года Вагнер объявила, что она собирается оставить «Полное уничтожение», чтобы сосредоточиться на актёрской карьере. Её сменила Ванесса Лачей. Джилл была соведущей телешоу «Внутри хранилища» (англ. Inside the Vault) в 2011 году.
В июне 2011 Вагнер снялась в сериале для подростков «Волчонок» на MTV. В 2013—2014 она вернулась в 3 и 4 сезоны сериала «Волчонок».
Летом 2013 года Вагнер возвратилась в Wipeout, согласившись участвовать в съёмках шестого сезона телеигры. В этом же году Джилл появилась в эпизоде № 3 «Мифического Шоу» (англ. — Mythical Show) на Youtube.
Весной 2014 года Вагнер приняла участие в съёмках 7 сезона телеигры Wipeout. В мае 2014 Джилл Вагнер заняла 74 место в списке Hot 100 Women журнала Maxim

## Личная жизнь
С 8 апреля 2017 года Вагнер замужем за профессиональным хоккеистом Дэвидом Лемановичем. У супругов две дочери — Арми Грей Леманович (род. 17 апреля 2020) и Дэйзи Роберта Леманович (род. 19 августа 2021).

## Избранная фильмография
| Год       |     | Русское название          | Оригинальное название                        | Роль            |
| --------- | --- | ------------------------- | -------------------------------------------- | --------------- |
| 2004      | с   | Детектив Монк             | Monk                                         | Кристал         |
| 2004      | с   | Доктор Вегас              | Dr. Vegas                                    | Роксанн         |
| 2004      | с   | Пятерняшки                | Quintuplets                                  | Кэмми           |
| 2005      | ф   | Июньский жук              | Junebug                                      | Миллисент       |
| 2006      | ф   |                           | Shifted                                      | Рэйчел          |
| 2006      | с   | Блэйд                     | Blade: The Series                            | Криста Старр    |
| 2007—2008 | с   | Звёздные врата: Атлантида | Stargate: Atlantis                           | Ларрин          |
| 2008      | с   | Кости                     | Bones                                        | Холли Маркуэлл  |
| 2008      | ф   | Заноза                    | Splinter                                     | Полли Уотт      |
| 2011—2017 | с   | Волчонок                  | Teen Wolf                                    | Кейт Арджент    |
| 2012      | кор |                           | The End, My F.R.E.N.D.                       | Путешественница |
| 2014      | ф   | Дорога чести              | Road to Paloma                               | Сэнди           |
| 2015      | тф  |                           | Autumn Dreams                                | Аннабель Хэнкок |
| 2015      | ф   |                           | Christmas in the Smokies                     | Триш Грин       |
| 2016      | ф   |                           | Super Novas                                  | Джуди           |
| 2016      | тф  |                           | Christmas Cookies                            | Ханна Харпер    |
| 2017      | тф  |                           | A Harvest Wedding                            | Сара            |
| 2017      | тф  |                           | Karen Kingsbury's Maggie's Christmas Miracle | Мэгги           |
| 2018      | ф   | Дикий                     | Braven                                       | Стефани Брейвен |
| 2019      | тф  |                           | Christmas Wishes & Mistletoe Kisses          | Эбби            |